# Huawei Y5c
Huawei Y5c — смартфон компанії Huawei; належить до серії «Y». Був представлений в липні 2015 року. В Індії смартфон продавався під назвою Honor Bee.

## Дизайн
Передня панель виконаний зі скла, а корпус — з пластику.
Знизу розміщений мікрофон, зверху — роз'єми 3,5 мм аудіо та microUSB, а справа кнопки регулювання гучності та кнопка блокування смартфона. Динамік знаходиться ззаду. Слоти під 2 SIM-картки та карту пам'яті формату microSD до 32 ГБ знаходяться під корпусом.
Huawei Y5c/Honor Bee продавався в чорному та білому кольорах.

## Технічні характеристики

### Апаратне забезпечення
Huawei Y5c/Honor Bee отримав систему на кристалі Spreadtrum SC7731. Пристрій має 1 ГБ оперативної пам'яті типу LPDDR2 та 8 ГБ пам'яті постійного зберігання типу eMMC 4.5.
Смартфон отримав знімний літій-іонний акумулятор об'ємом 2000 мА·год.
Huawei Y5c/Honor Bee отримав 4,5-дюймовий дисплей типу TFT LCD з роздільною здатністю 854 × 480, співвідношенням сторін 16:9 та щільністю пікселів 218 ppi.
Пристрій отримав основну камеру на 8 Мп з діафрагмою f/2.0, автофокусом та можливістю запису відео в роздільній здатності 1080p@30fps та передню камеру на 2 Мп з можливістю запису відео в роздільній здатності 480p@30fps.

### Програмне забезпечення
Huawei Y5c/Honor Bee працює на EMUI Lite 3.1 на базі Android 4.4.2 KitKat.